# Brocton, Illinois
Brocton là một làng thuộc quận Edgar, tiểu bang Illinois, Hoa Kỳ. Năm 2010, dân số của làng này là 322 người.

## Dân số
Dân số qua các năm:
- Năm 2000: 322 người.
- Năm 2010: 322 người.